# Solitary Man (HIM)
"Solitary Man" es la versión de la banda finlandesa HIM sobre la canción de Neil Diamond que aparece en su primer disco de éxitos And Love Said No: The Greatest Hits 1997–2004. Se lanzó un sencillo y un video musical, producido por Bam Margera.

## Versiones del sencillo
Toda la música compuesta por HIM. 
| Solitary Man / Versión para Europa y Finlandia |                                 |          |  |
| N.º                                            | Título                          | Duración |  |
| 1.                                             | «Solitary Man»                  |          |  |
| 2.                                             | «Please Don't Let It Go» (live) |          |  |
| 3.                                             | «Join Me In Death» (live)       |          |  |

Toda la música compuesta por HIM. 
| Solitary Man / Versión para Reino Unido (DVD) |                                                |          |  |
| N.º                                           | Título                                         | Duración |  |
| 1.                                            | «Solitary Man» (video)                         |          |  |
| 2.                                            | «Right Here In My Arms» (video)                |          |  |
| 3.                                            | «Bam Margera's making of Buried Alive By Love» |          |  |
| 4.                                            | «Pandora's Slideshow»                          |          |  |
| 5.                                            | «Your Sweet Six Six Six» (Live)                |          |  |

Toda la música compuesta por HIM. 
| Solitary Man / Versión para Reino Unido (CD) |                                 |          |  |
| N.º                                          | Título                          | Duración |  |
| 1.                                           | «Solitary Man»                  |          |  |
| 2.                                           | «Please Don't Let It Go» (live) |          |  |

Toda la música compuesta por HIM. 
| Solitary Man / Vinil 7" |                |          |  |
| N.º                     | Título         | Duración |  |
| 1.                      | «Solitary Man» |          |  |